# داسو میراژ ۳
داسو میراژ ۳ (به فرانسوی: Dassault Mirage III) یک جنگنده مافوق صوت است که در میانه‌های دهه ۱۹۵۰ در شرکت هوانوردی داسو در فرانسه طراحی شد. میراژ ۳ یکی از موفقترین هواپیماهای جنگنده تاریخ بوده است و به نیروهای هوایی بسیاری از کشورهای دنیا فروخته شده است. تولید میراژ بیش از یک دهه ادامه داشت و در مجموع ۱۴۲۲ فروند از آن تولید شد.
طراحی انعطاف‌پذیر میراژ ۳ موجب شد تا مدل‌های مخصوص شناسایی، آموزشی و حمله زمینی آن و همین‌طور جنگنده میراژ ۵ به سفارش اسرائیل هم ساخته شوند. این جنگنده توسط ارتش اسرائیل در جنگ شش‌روزه و جنگ یوم کیپور، از سوی ارتش آفریقای جنوبی در جنگ با آنگولا و توسط نیروی هوایی آرژانتین در جنگ فالکلند استفاده شد.
علاوه بر فرانسه کشورهای استرالیا، بلژیک و سوئیس نیز با مجوز داسو به تولید داخلی این هواپیما اقدام کردند و اسرائیل، کلمبیا، اسپانیا، برزیل، آرژانتین، شیلی، ونزوئلا، لبنان، آفریقای جنوبی، جمهوری دموکراتیک کنگو، مصر، گابن، لیبی، پاکستان، پرو و امارات متحده عربی هم این جنگنده را خریداری کردند. نیروی زمینی پاکستان هنوز هم ناوگان میراژ اف۳ خود را عملیاتی نگه داشته است و در دهه ۱۹۹۰ و ۲۰۰ با خرید میراژهای دست دوم فرانسه، استرالیا، لیبی و لبنان آن را بزرگ‌تر کرده و به ۱۵۶ فروند رساند. البته قرار است در سال ۲۰۱۵ این جنگنده با جنگنده‌های جدید چینی-پاکستانی جی‌اف-۱۷ جایگزین شوند.
«میراژ» در زبان فرانسوی به معنی سراب و «داسو» نام کارخانه تولید این هواپیما و به معنی یورش بردن و حمله کردن است. موفقیت میراژ ۳ الگویی برای طراحی جنگنده‌های پیشرفته‌تری همچون میراژ اف-۱، میراژ ۲۰۰۰ و داسو رافال از سوی کارخانه داسو شد.

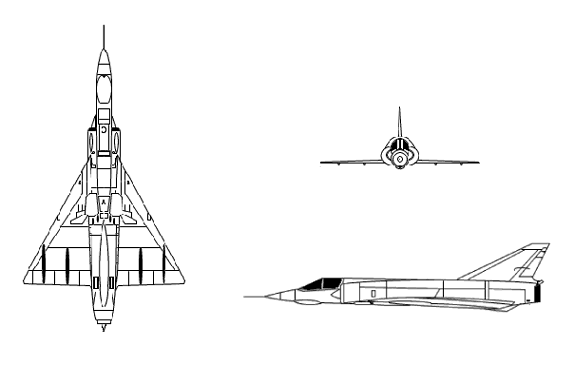
میراژ

## تاریخچه ساخت

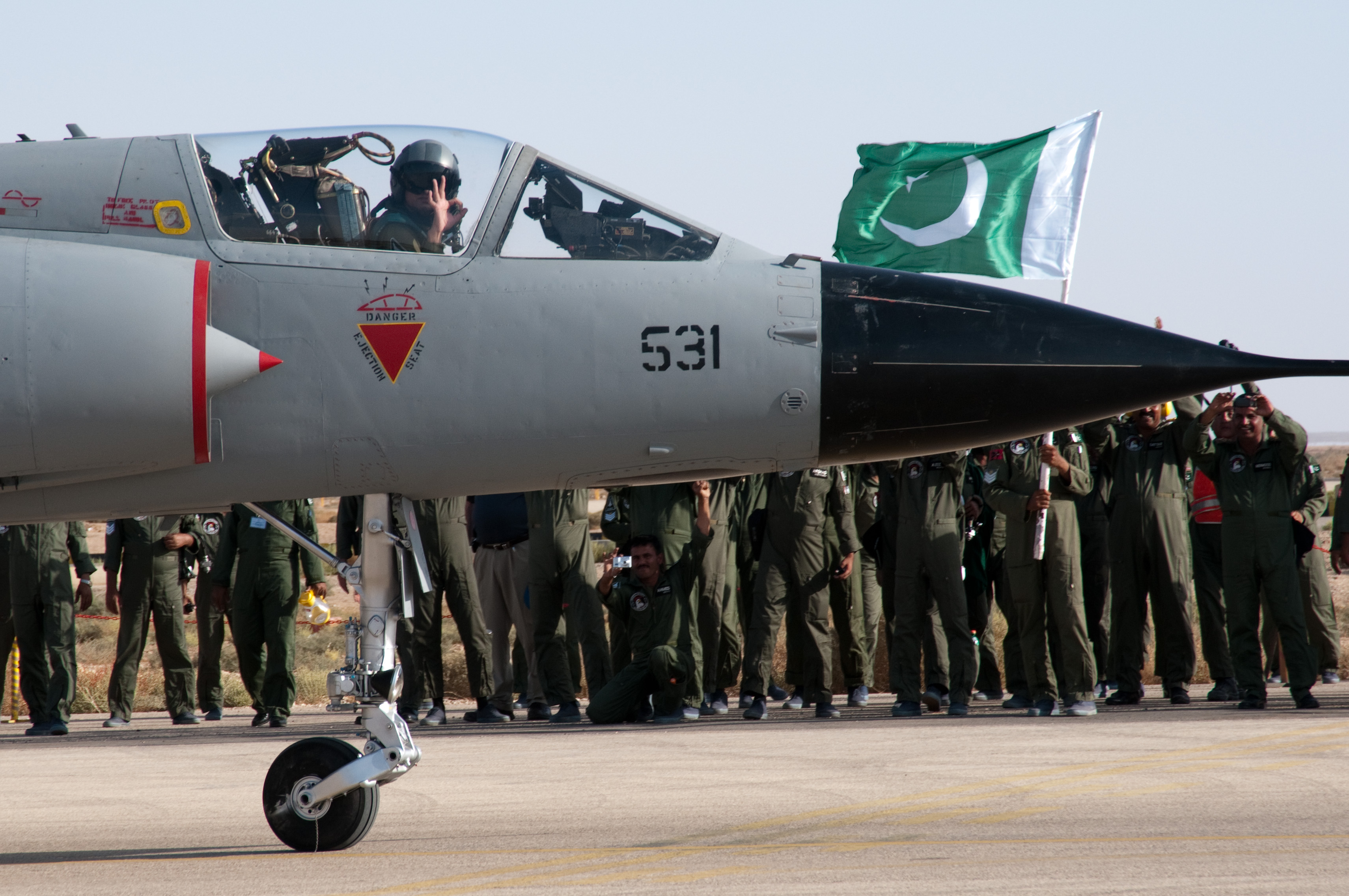
داسو میراژ ۳

مطالعه برای ساختن جنگنده‌ای رهگیر در سال ۱۹۵۲ آغاز شد که در سال ۱۹۵۳ ویژگی‌های زیر از طرف دولت فرانسه برای جنگنده مطرح شد:
الف) پرواز در تمامی شرایط آب و هوایی
ب) صعود به ارتفاع ۶۰ هزار پا در ۶ دقیقه
ج) قابلیت رسیدن به سرعت ۳/۱ ماخ در سطح دریا
پاسخ شرکت داسو محدود شد به جنگنده‌ای مشابه MD.۴۵۲ که از بال‌های دلتای قوس دار برخوردار بود و یک موتور آرمسترانگ MD۳۰آر هر یک با رانش ۶۱/۹ کیلو نیوتون در آن تعبیه شده و همچنین دم این هواپیما حذف شده بود.
امّا مشکلاتی بر سرراه این جنگنده بود. پیکربندی دلتا شکل آن، محدودیت‌هایی برای جنگنده ایجاد می‌نمود. این پرنده، تثبیت کافی آیرودینامیکی در طول پرواز نداشت و برای بلند شدن از زمین باید مسافتی طولانی طی می‌نمود و هنگام نشستن باید سرعت بالایی را اعمال می‌کرد؛ بنابراین شرکت داسو بال دلتایی وسیع تر با قابلیت آیرودینامیکی بهتری طراحی نمود که سوخت بیشتری نیز در خود حمل می‌کرد. همچنین طرح دماغه و ورودی موتورها از نو طراحی شد.
اولین پرواز این جنگنده بعد از طراحی مجدد در ۲۵ ژوئن ۱۹۵۵ انجام شد. موتور قوی تر و بدون پس سوز، با نیرو دهنده‌های موشکی در اطراف موتور به‌جای نیرو دهنده قبلی جایگزین شد و نام میراژ ۱ برای این جنگنده منظور گردید. میراژ ۱ در اواخر سال ۱۹۵۵ توانست به سرعت ۱/۳ ماخ بدون راکت و سرعت ۱/۶ ماخ با راکت‌های نیرو دهنده برسد.
با این حال، جنگنده میراژ ۱ تنها قابلیت رهگیری و حمل موشک‌های هوابه‌هوا را داشت. اما نیروی هوایی فرانسه مایل به سوار کردن بمب‌های قوی مثل MK۸۲بر روی این جنگنده بود؛ بنابراین شرکت داسو این قابلیت را نیز به میراژ ۱های فرانسه اضافه نمود.
حدود یکسال بعد، شرکا داسو تصمیم به ساخت جنگنده‌ای با نام میراژ ۲ گرفت. موتورهای اولیه این هواپیما، موتور TORBOMECA GABIZO با رانش ۲۴۲۶ پوند در نظر گرفته شد. اما این موتور رسیدن به پروازی سریع را برای هواپیما محدود کرده بود و در واقع در آزمایش‌های اولیه قبل از ارتقا، حتی قابلیت تاکسی کردن مناسبی هم به این هواپیما نمی‌داد. علت هم آن بود که این هواپیما ۳۰ درصد بزرگتر از میراژ ۱ بود. در نتیجه موتور ساخت شرکت SNECMA از نوع ATAR با رانش ۲/۴۳ کیلو نیوتون جایگزین موتور قبلی شد. این موتور مشتق شده از موتور BMW ۰۰۳ آلمانی مورد استفاده در جنگ جهانی دوم بود. بعد از انجام آزمایش‌های، مشکلات شناسایی شد و طراحی مجددی صورت گرفت.
این طراحی مجدد، میراژ ۳ نام گرفت. نمونه آزمایشی این هواپیما در ۱۷ نوامبر ۱۹۵۶ پرواز کرد. فرق عمده این جنگنده با مدل قبلی در مخروطی بودن شکل دماغه و بهبود ورودی‌های موتور بود. استفاده از موتور موشکی SEPR در سپتامبر ۱۹۵۷ سرعت این جنگنده را به ۱/۸ ماخ رساند که این موفقیت بزرگی برای فرانسه بود.
موفقیت در میراژ ۳ منجر به سفارش ۱۰ فروند از مدل S-۱ آن شد. این مدل با مدل اولیه میراژ ۳ تفاوت‌های زیادی داشت. مدل S-۱ ۲ متر طولانی‌تر از میراژ ۳ اولیه بود و بال‌های دلتا شکل آن ۳/۱۷ درصد افزایش مساحت پیدا کرد. موتور آن با موتور ATAR 09B با قدرت رانش ۹/۵۸ کیلو نیوتون تعویض گردید. همچنین رادار قوی تامسون CFS CYRANO IBISدر دماغه آن تعبیه و سیستم‌های ناوبری الکترونیکی برای اولین بار در فرانسه بروی این هواپیما سوار شد. زاویه حمله برای فرود کاهش پیدا کرد و قابلیت حمله در شب نیز به آن اضافه شد.
مدل A میراژ ۳ در مه ۱۹۵۸ بوسیله موتور AVON ساخت رولز رویس با نیروی رانش ۱/۷۱ کیلونیوتن توانست به سرعت ۲/۲ ماخ دست پیدا کند.
مدل O این میراژ در سال ۱۹۶۱ ساخته شد، اما به دلیل مشکلات زیاد از تولید انبوه آن صرف نظر شد.

## کاربران

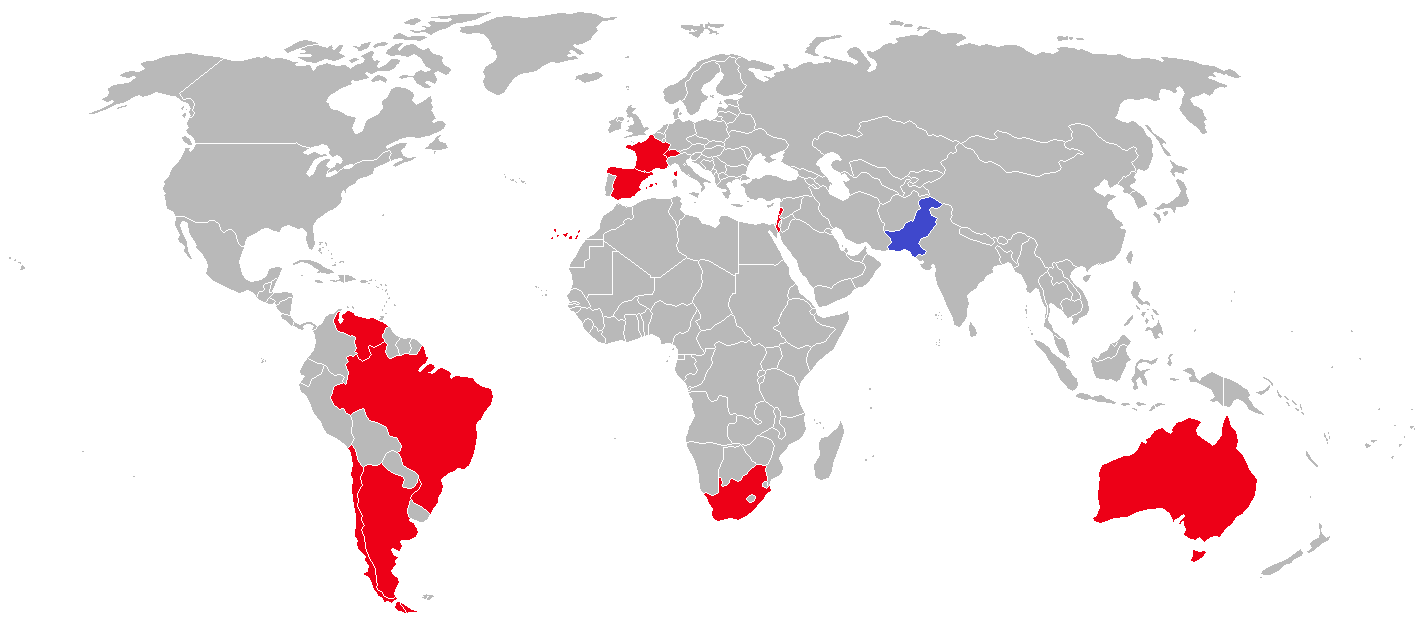
کاربران میراژ-۳;
فعلی
سابق

### کاربران نظامی

#### فعلی
- پاکستان: ۸۷[۲][۳]
  - مدرسه فرماندهی رزمی، پایگاه هوایی موشاف، میراژ۳ او آراواس‌ئی-۱
  - گُردان هوایی ۵, پایگاه هوایی موشاف، میراژ۳ئی‌پی، ۳دی‌پی، ۳آرپی - (۱۹۶۸–۲۰۱۰)
  - گُردان هوایی ۷, پایگاه هوایی مسرور، میراژ۳ او آراواس‌ئی، ۳دی‌پی
  - گُردان هوایی ۲۰ , پایگاه هوایی موشاف، میراژ-۳آرپی - (۱۹۷۷–۱۹۸۸)
  - گُردان هوایی ۲۲, پایگاه هوایی مسرور، میراژ۳ئی‌ال، ۳بی‌ال، ۳ دی
  - در حدود ۴۸ فروند از خدمت خارج شده‌اند.

#### سابق
- فرانسه: ۳۴۸[۴]
- آرژانتین: ۴۳[۵]
- استرالیا: ۱۱۶[۶]
- برزیل: ۳۲[۷]
- اسپانیا: ۳۱
- اسرائیل: ۷۶[۲]
- لبنان: ۱۲[۲]
- آفریقای جنوبی: ۵۸[۲]
- سوئیس: ۶۰[۲]
- ونزوئلا: ۷[۸]

### کاربران غیرنظامی
- سوئیس

۱ فروند میراژ۳ دی‌اس (شماره سریال ۲۲۸اف‌اس/۱۰۱)

## مشخصات (میراژ۳-ئی)
داده‌ها از Encyclopedia of World Military Aircraft
ویژگی‌های عمومی
- خدمه: ۱
- طول: ۱۵٫۰۳ متر (۴۹ فوت ۴ اینچ)
- پهنای بال: ۸٫۲۲ متر (۲۷ فوت ۰ اینچ)
- ارتفاع: ۴٫۵ متر (۱۴ فوت ۹ اینچ)
- مساحت بال‌ها: ۳۴٫۸۵ متر مربع (۳۷۵٫۱ فوت مربع)
- وزن خالی: ۷٬۰۵۰ کیلوگرم (۱۵٬۵۴۳ پوند)
- وزن ناخالص: ۹٬۶۰۰ کیلوگرم (۲۱٬۱۶۴ پوند)
- بیشترین وزن برخاست: ۱۳٬۷۰۰ کیلوگرم (۳۰٬۲۰۳ پوند)
- پیشرانه: ۱ عدد  موتور توربوجت اسنکما آتار۰۹سیمجهز به پس سوز, ۴۱٫۹۷ کیلونیوتن (۹٬۴۴۰ پوند-نیرو) thrust dry, ۶۰٫۸ کیلونیوتن (۱۳٬۷۰۰ پوند-نیرو) با پس‌سوز
- پیشرانه: ۱ عدد راکت با موتور سوخت مایع اس‌ئی‌پی‌آر-۸۴۱, ۱۴٫۷ کیلونیوتن (۳٬۳۰۰ پوند-نیرو) thrust

عملکرد
- حداکثر سرعت: ۲٬۳۵۰ کیلومتر بر ساعت (۱٬۴۶۰ مایل بر ساعت، ۱٬۲۷۰ گره) در ۱۲٬۰۰۰ متر (۳۹٬۰۰۰ فوت)
- حداکثر سرعت: ۲٫۲ ماخ
- بُرد رزمی: ۱٬۲۰۰ کیلومتر (۷۵۰ مایل، ۶۵۰ مایل دریایی)
- بُرد معبر: ۳٬۳۳۵ کیلومتر (۲٬۰۷۲ مایل، ۱٬۸۰۱ مایل دریایی)
- حداکثر ارتفاع: ۱۷٬۰۰۰ متر (۵۶٬۰۰۰ فوت)
- نرخ صعود: ۸۳ متر بر ثانیه (۱۶٬۴۰۰ فوت بر دقیقه)
- بارگیری بال: ۲۷۵ کیلوگرم بر متر مربع (۵۶٫۴ پوند بر فوت مربع)

تسلیحات

- اسلحه‌ها: ۲ قبضه توپ خودکار ۳۰ میلی‌متری)۱٫۸۱۱ اینچی دفا ۵۵۲ با ۱۲۵ گلوله در هر توپ
- راکت‌ها: ۲ عدد غلاف پرتاب کننده راکت ماترا جِی‌ال-۱۰۰ شامل ۱۹ راکت ۶۸ میلی‌متری /یا مخازن خارجی سوخت ۲۵۰ لیتر (۶۶ گالون آمریکایی؛ ۵۵ گالون بریتانیایی)
- موشک‌ها: ۲ عدد موشک هوا به هوای ایم-۹ سایدوایندر یا

نماهای مختلف از جنگنده میراژ-۳ سی

  - ۲ عدد آر۵۵۰ مجیک به علاوه یک عدد موشک‌ها به هوای ماترا آر-۵۳۰
- بمب‌ها: ۴٬۰۰۰ کیلوگرم (۸٬۸۰۰ پوند) بروی ۵ آویزگاه خارجی تسلیحات، شامل گونه‌های مختلف بمب، یا غلاف‌های شناسایی یا مخازن سوخت بیرونی، در میراژهای ۳ نیروی هوایی فرانسه از سال ۱۹۹۱ مجهز به بمب هسته ای ای‌ان-۵۲.

اویونیکس

- رادار تامسون-سی‌اس‌اف سیرانو-۲
- Marconi continuous-wave Doppler navigation radar

## نگارخانه

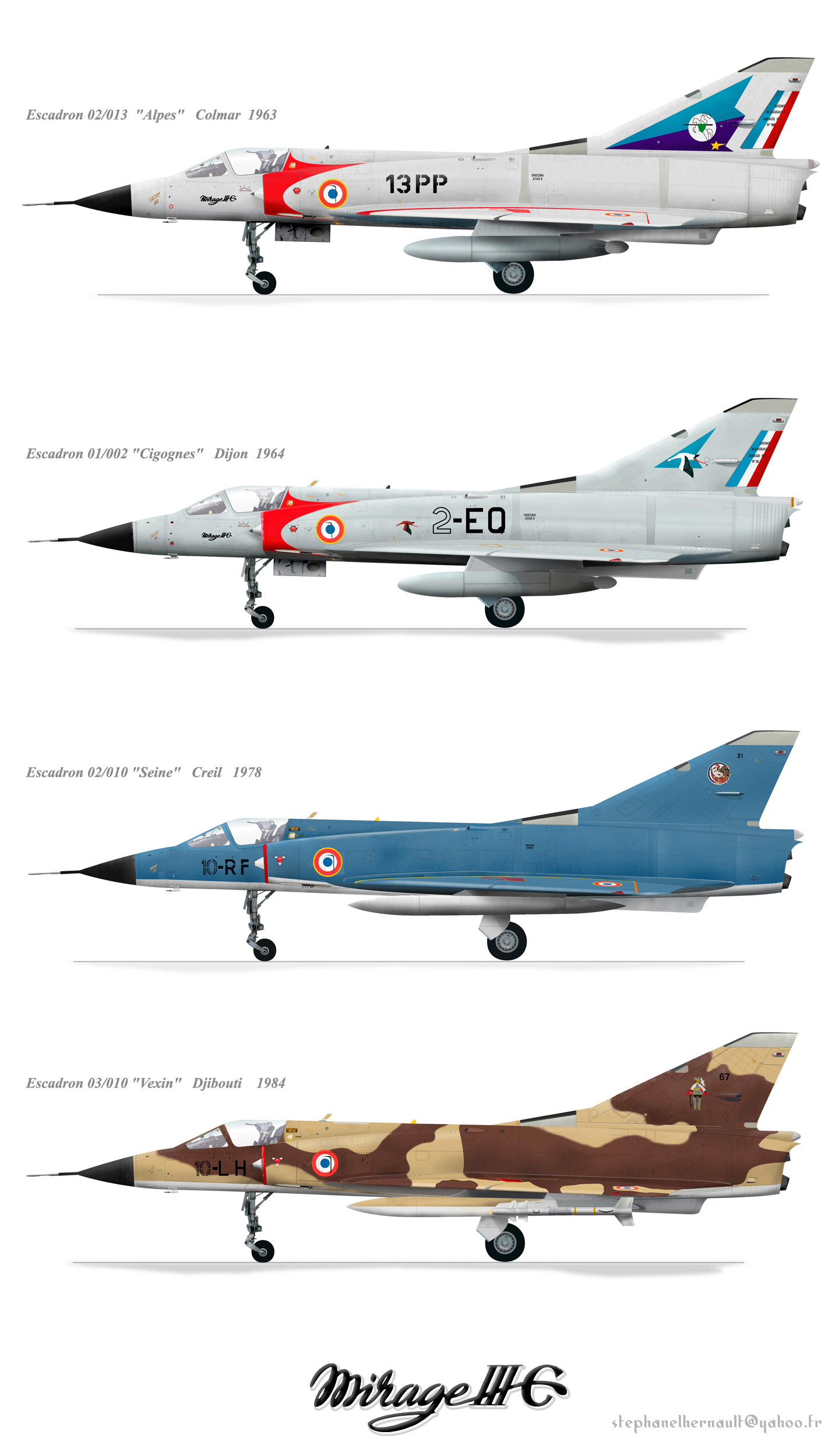
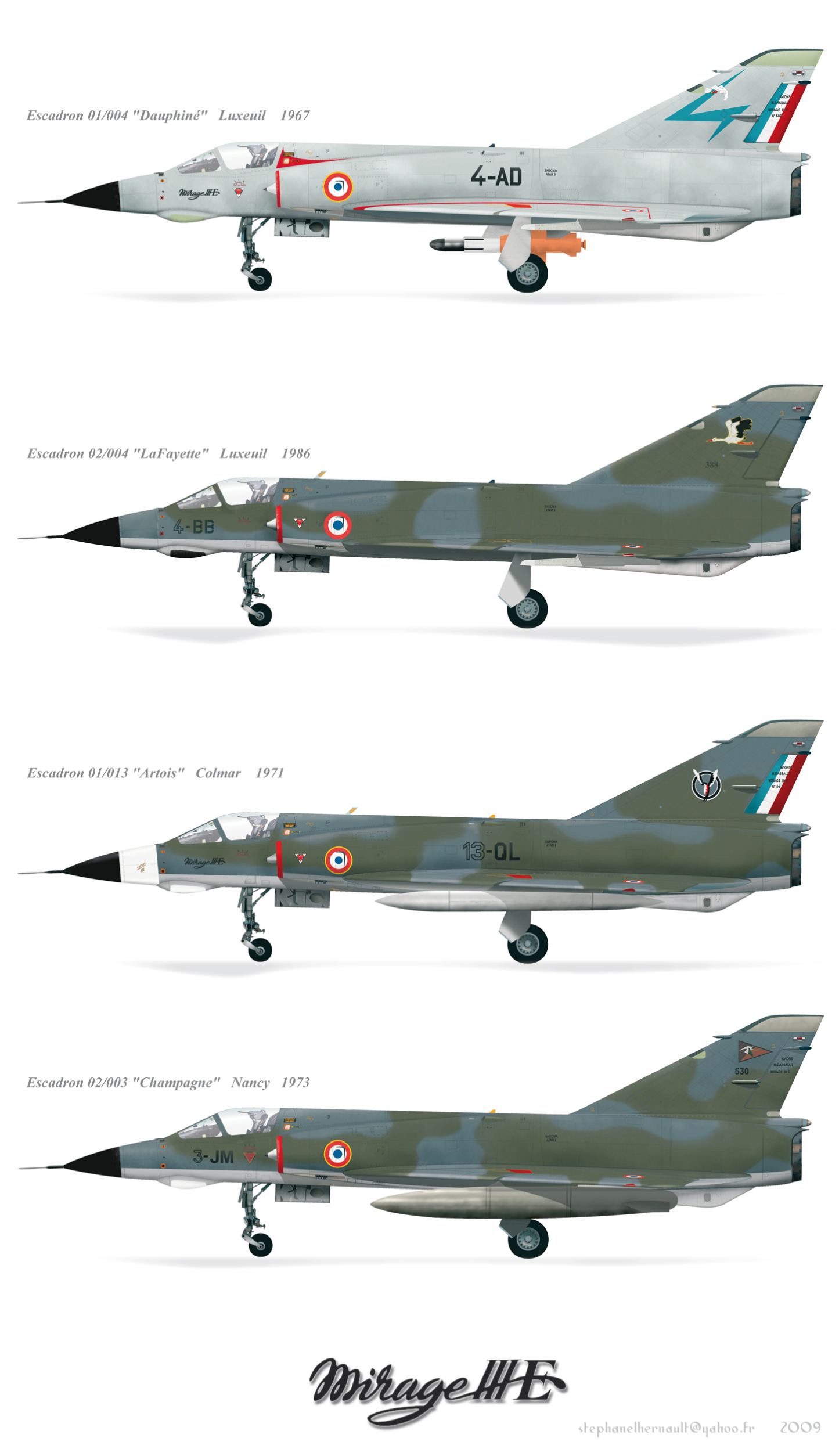